# Kim Astrup
Kim Astrup, född den 6 mars 1992, är en dansk badmintonspelare.

## Karriär
Kim Astrup tog VM-brons i herrdubbel 2021 och VM-silver i herrdubbel 2023 samt EM-guld i herrdubbel åren 2018 och 2024.